# Australian Ice Hockey League 2013
Die Saison 2013 war die 13. Spielzeit der Australian Ice Hockey League, der höchsten australischen Eishockeyspielklasse. Meister wurden zum insgesamt zweiten Mal in der Vereinsgeschichte die Sydney Ice Dogs, die zuletzt 2004 den Titel errungen hatten. Die H. Newman Reid Trophy für den Sieger der regulären Saison ging ebenfalls an die Sydney Ice Dogs.

## Modus
In der Regulären Saison absolvierte jede der acht Mannschaften – die Gold Coast Blue Tongues hatten sich vom Spielbetrieb zurückgezogen – in einer Vierfachrunde insgesamt 28 Spiele. Die vier bestplatzierten Mannschaften nach der Vorrunde qualifizierten sich für die Playoffs, in denen der Meister ausgespielt wurde. Für einen Sieg nach regulärer Spielzeit erhielt jede Mannschaft drei Punkte, für einen Sieg nach Overtime zwei Punkte, für eine Niederlage nach Overtime einen Punkt und für eine Niederlage nach der regulären Spielzeit null Punkte. Im Gegensatz zu den internationalen Gepflogenheiten betrug die reguläre Spielzeit lediglich 50 Minuten, da in den beiden ersten Spielabschnitten nur eine Viertelstunde gespielt wurde und lediglich das Schlussdrittel 20 Minuten dauerte.

## Reguläre Saison

### Tabelle
|    | Klub                  | Sp | S  | OTS | OTN | N  | Tore    | Punkte |
| -- | --------------------- | -- | -- | --- | --- | -- | ------- | ------ |
| 1. | Sydney Ice Dogs       | 28 | 18 | 3   | 1   | 6  | 117:80  | 61     |
| 2. | Newcastle North Stars | 28 | 17 | 3   | 1   | 7  | 132:75  | 58     |
| 3. | Perth Thunder         | 28 | 17 | 1   | 1   | 9  | 127:114 | 54     |
| 4. | Melbourne Ice         | 28 | 16 | 1   | 3   | 8  | 147:93  | 53     |
| 5. | Melbourne Mustangs    | 28 | 12 | 4   | 2   | 10 | 118:103 | 46     |
| 6. | Adelaide Adrenaline   | 28 | 8  | 3   | 5   | 12 | 125:124 | 35     |
| 7. | Sydney Bears          | 28 | 7  | 0   | 1   | 20 | 73:120  | 22     |
| 8. | Canberra Knights      | 28 | 2  | 0   | 1   | 25 | 51:181  | 7      |

Sp = Spiele, S = Siege, U = Unentschieden, N = Niederlagen, OTS = Overtime-Siege, OTN = Overtime-Niederlage, SOS = Penalty-Siege, SON = Penalty-Niederlage

### Auszeichnungen
Zum wertvollsten Spieler wurde der Kanadier Jeff Martens von den Newcastle North Stars gewählt, der auch Topscorer und Torschützenkönig der Liga war. Als bester australischer Torwart und bester Torhüter der Liga wurde Anthony Kimlin vom Meister Sydney Ice Dogs, der auch die beste Fangquote der Liga aufwies. Die weiteren Auszeichnungen gingen an John Gordon (Melbourne Ice) als bester Verteidiger und Cameron Todd (Sydney Bears) als bester Rookie.

## Playoffs
Das Finalturnier wurde am 7. und 8. September 2013 in Melbourne ausgetragen.

### Halbfinale
- Sydney Ice Dogs – Melbourne Ice 4:2 (0:0, 4:1, 0:1)
- Newcastle North Stars – Perth Thunder 6:1 (2:0, 2:1, 2:0)

### Finale
- Sydney Ice Dogs – Newcastle North Stars 6:3 (2:1, 1:0, 3:2)